# Friedrich Reiser
Friedrich Reiser (* um 1401 in Taiting, heute Daiting; † 6. März 1458 in Straßburg) war ein deutscher Hussit und Waldenser.

## Leben und Wirken
Reiser kam aus waldensischem Elternhaus in Schwaben. 1418 ging er nach Nürnberg, wo Hans von Plauen, der ebenfalls Waldenser war, ihn zum Prediger ausbildete. 1420 wurde Reiser ein Meister der Waldenser und wirkte als Wanderlehrer im Schwäbisch-Alemannischen Raum. 1430 ging er nach Böhmen. Er wurde 1432 hussitischer Priester und ein Jahr später in Basel zum Bischof geweiht.
Ab 1435 lehrte Reiser im gesamten deutschen Raum hussitisches Gedankengut, wobei er sich auf die waldensischen Gemeinden stützte. Wahrscheinlich schrieb er das Buch Reformatio imperatoris Sigismundi, worin er das Armutsideal propagierte, gegen Ablass und Pfründenwirtschaft der Geistlichen ankämpfte und zur Trennung von geistlicher und weltlicher Macht aufrief, um die christliche Kirche zu befreien.
1457 ließ er sich in Straßburg nieder, wo ihn 1458 die Inquisition ergriff. Als Inquisitoren fungierten die beiden Dominikaner Nikolaus Hanemann und Johann Wegrauf. Auf der Folter bekannte Reiser alles, was man von ihm verlangte, aber nur um das Gestandene zurückzunehmen, sobald er die Folterkammer verlassen hatte. Ein weltliches Gericht verurteilte Reiser zum Feuertod.